# Azor (film)
Azor – pierwszy film fabularny w języku Erzjan, który miał premierę w 2018 roku. Reżyserem filmu jest Wiktor Cziczajkin, a autorem scenariusza Aleksandr Uczewatkin.

## Historia
Azor to ekranizacja legendy o dawnych rycerzach Erzji. Film nakręcono dzięki datkom Erzjan z Sarańska, Moskwy, Petersburga, a nawet z Niemiec. Budżet wyniósł  3 miliony 750 tysięcy rubli. Z Teatru im. Galiasgara Kamała (Tatarskij tieatr imieni Galiasgara Kamała) wypożyczono kostiumy. Sceny plenerowe nagrywano w rejonach: Atiaszewskim, Ardatowskim, Kochkurowskim, Dubenskim w Mordowii. Dzieci o azjatyckim wyglądzie zagrały jako statyści w roli Tatarów.
W październiku 2017 roku odbył się zamknięty pokaz filmu, który był wstępem do uzyskania certyfikatu wypożyczenia filmu przez Ministerstwo Kultury Federacji Rosyjskiej. Autorzy filmu nanieśli poprawki i przygotowali wersję w języku rosyjskim. Certyfikat został wydany 6 sierpnia 2018 roku.

## Treść
W 1237 roku na ziemie zamieszkiwane przez Erzjan najechali Mongołowie. Główny bohater, młody chłopak Azor w lesie spotyka oddział Mongołów i pomimo próby ucieczki zostaje schwytany. W niewoli nie zgadza się na współpracę z najeźdźcami, a podczas ucieczki zostaje zraniony strzałą wroga. Ranny dociera do rodzinnej wioski, gdzie jest świadkiem pożaru i mordowania mieszkańców wioski. Ciężko rannego leczy miejscowa czarownica. Po odzyskaniu zdrowia Azor wyrusza w drogę, aby znaleźć erzjańskiego księcia Purgaza, który powierza mu zadanie. Od wykonania go zależy uratowanie całego narodu.

## Twórcy
Reżyserem filmu jest muzyk i szkolny nauczyciel Wiktor Cziczajkin. Scenariusz napisał solista zespołu Torama Aleksandr Uczewatkin. Jest to ich debiut. W filmie główną rolę zagrał aktor Pawieł Michajłow, pozostali aktorzy byli amatorami.

## Premiera
Premiera odbyła się w rosyjskim teatrze dramatycznym 10 października 2018 roku w stolicy Mordowii Sarańsku. Potem pokazano go w Finlandii i Estonii w oryginale z napisami w języku fińskim i estońskim